# Wenn Mama nach Hause kommt
Wenn Mama nach Hause kommt (Originaltitel Når mor kommer hjem) ist ein dänischer Familienfilm unter Regie von Lone Scherfig. Die Dreharbeiten fanden im Sommer 1997 statt, unter anderem auf der Insel Fünen. Die Kinopremiere in Dänemark erfolgte am 6. Februar 1998. Der Film startete in elf Ländern in den Kinos.

## Handlung
Die alleinerziehende Mutter Linda wird nach mehreren Ladendiebstählen zu einer vierwöchigen Gefängnisstrafe verurteilt, die sie in einer Haftanstalt auf der Insel Fünen, somit sehr weit entfernt von ihrem Zuhause, absitzen muss. In dieser Zeit sollte sich eigentlich ihr Ex-Freund, um die drei gemeinsamen Kinder kümmern. Doch dieser Mann hält das offenbar nicht für nötig und geht derweil einer anderen Beschäftigung nach. Zunächst kommen der 11-jährige Kasper, die 8-jährige Sara und die 5-jährige Julie zu Hause sehr gut allein zu Recht. Doch im Laufe der Wochen geht ihnen so langsam das Geld aus, die Lebensmittel werden knapp und die gesamte Lüge, dass sich ja eigentlich der Vater um die drei Kinder kümmert, droht nun vor dem zuständigen Jugendamt aufzufliegen. Kasper bittet daher seinen Klassenlehrer Finn, zu dem er seit längerer Zeit schon ein viel besseres Verhältnis als zu seinem eigenen Vater hat, um Hilfe. Dieser lässt sich dann nach einigem Zögern auf den von Kasper ausgedachten Plan ein. So spielt Finn vor einer strengen Mitarbeiterin des Jugendamtes dann den Vater der drei Kinder…

## Auszeichnungen
Die Regisseurin Lone Scherfig wurde beim Cinekid-Kinderfilmfestival 1998 in Amsterdam mit dem Preis der Jury ausgezeichnet.